# Нильссон, Маттиас
Матти́ас Ни́льссон (швед. Mattias Nilsson; 19 февраля 1982, Эстерсунд) — шведский биатлонист, бронзовые призёр Олимпийских игр 2010 года в мужской эстафете.
Завершил карьеру в 2011 году.

## Биография
Матиас Нильссон с детства занимался лыжными гонками и лишь в возрасте 18 лет перешёл в биатлон. Первым его крупным биатлонным соревнованием стал Чемпионат мира среди юниоров 2001 года, где он не попал даже в число тридцати сильнейших. Однако уже через год на Чемпионате мира среди юниоров в Риднауне он выигрывает спринт. Это позволяет Нильссону попасть в состав основной сборной команды Швеции. В сезоне 2003/2004 Маттиас впервые попадает на пьедестал эстафетного соревнования этапа Кубка мира. В 2005 году он, в составе шведской эстафетной команды, неожиданно выигрывает эстафетную гонку этапа Кубка мира в Оберхофе.
После окончания сезона 2010/2011 завершил активную спортивную карьеру в возрасте 29 лет из-за проблем с сердцем. Лучшими личными результатами Нильссона оказались два третьих места в спринтерских гонках в Осло (сезон 2005/2006) и Поклюке (сезон 2007/2008). Вместе с эстафетой Нильссон одержал две победы и ещё по разу был вторым и третьим.

## Кубок мира
- 2002/03 — 73-е место (7 очков)
- 2003/04 — 58-е место (25 очков)
- 2004/05 — 42-е место (90 очков)
- 2005/06 — 28-е место (197 очков)
- 2006/07 — 36-е место (108 очков)
- 2007/08 — 22-е место (283 очка)
- 2008/09 — 34-е место (228 очков)
- 2009/10 — 52-е место (108 очков)
- 2010/11 — 69-е место (50 очков)